# 안유수
안유수(安有洙, 1930년 6월 20일~2023년 6월 26일)는 대한민국의 기업인으로, 에이스침대 창업주이다. 본관은 광주이며, 황해도 사리원 출생이다.

## 학력
- 1957년 광성고등학교 졸업
- 1961년 동아대학교 정경학과 졸업
- 1982년 고려대학교 경영전문대학원 졸업
- 2005년 단국대학교 경영학 명예박사

## 경력
- 1963년 에이스침대 공업사 창립
- 1977년 에이스침대 대표이사 취임
- 1982년 리오가구공업(주) 설립
- 1990년 (주)아트레 설립
- 1992년 침대공학연구소 설립
- 1993년 중화인민공화국 광저우 현지법인 설립
- 2014년~2023년 에이스침대 회장

## 수상 내역
- 1981년 철탑산업훈장
- 1987년 침대업계 최초 100만달러 수출의 탑 수상
- 1994년 금탑산업훈장
- 2002년 무차입경영 실현
- 2003년 한국능률협회 마케팅대상 최고경영자상

## 가족 관계
- 배우자: 김영금
  - 장남: 안성호 - 에이스침대 대표
    - 첫째 며느리: 임미정

  - 차남: 안정호 - 시몬스 한국법인 대표
    - 둘째 며느리: 장유정

  - 딸: 안명숙
    - 사위: 명제열